# Зовнішня політика Албанії
Зовнішня політика Албанії в кінці XX століття пройшла шлях від практично повної ізоляції від решти світу під час правління Енвера Ходжі до активної участі в міжнародних відносинах.

## Огляд
Албанія є членом НАТО з 2009 року, і 24 червня 2014 отримала статус кандидата в члени ЄС.
Велику увагу керівництво країни приділяє підтримці албанських громад в сусідніх балканських країнах — Сербії, Північній Македонії, Чорногорії, а також зв'язкам з численною албанською діаспорою в Італії та інших країнах Євросоюзу.